# Immuunreceptor
Immuunreceptoren zijn receptoren die een rol spelen bij de signaaltransductie in het immuunsysteem.

## Voorbeelden
- immunoglobuline (=B-cel-receptor)
- T-cel-receptor
- CD28
- CD3